# باول ماكمانوس
باول ماكمانوس (بالإنجليزية: Paul McManus)‏ (22 أبريل 1990 بليفربول في المملكة المتحدة - ) هو لاعب كرة قدم بريطاني في مركز الهجوم. لعب مع نادي إيرباص يو كاي بروتون ونادي بانغور سيتي ونادي ريل ونادي تشستر سيتي وFlint Town United F.C. ‏.

## وصلات خارجية
- باول ماكمانوس على موقع قاعدة بيانات كرة القدم.إي يو (الإنجليزية)
- باول ماكمانوس على موقع Soccerbase.com (لاعب) (الإنجليزية)